# Аніта з Тегеї
Аніта з Тегеї (грец. Ανύτη, близько 300 до н. е.) — давньогрецька поетеса з міста Тегеї в Аркадії.
Авторка 21 збереженої епіграми, з яких 20 знаходяться в Палатинській антології), а також одного з перших з перших буколічних описів природи і перших нагробних епіграм тваринам (часто жартівливим).
Свіжість сприйняття, мальовничість образів, простій, ясний стиль свідчать рівною мірою як про талант Аніте, так і про прекрасне володіння поетичним ремеслом. Вона дуже вплинула на пізніших епіграматиків (зокрема на Леоніда Тарентського).
Відзначена на Поверсі спадщини Джуді Чикаго.